# زالشه (گمینا سادوونه)
زالشه (به لهستانی:  Zalesie) یک روستا در لهستان است که در گمینا سادوونه واقع شده‌است. زالشه ۲۰۰ نفر جمعیت دارد.